# Falsoscopo
Il falsoscopo (o falso scopo) è un punto di riferimento naturale o artificiale al quale è necessario ricorrere, in balistica esterna, per il puntamento indiretto verso un obiettivo non individuabile a vista.
Il sistema di puntamento con falsoscopo è stato ormai abbandonato, dopo l'entrata in uso dei rilevatori satellitari di posizione che ne rendono inutile il riferimento visivo.
In senso figurato, il falsoscopo è l'obiettivo al quale si vuol far credere vengano rivolte critiche o azioni, per nascondere le reali finalità che si intendono perseguire.

## Descrizione
Nelle operazioni di puntamento di un obice d'artiglieria, quando per eccessiva distanza o per impedimento non si ha la visuale libera sull'obiettivo che si vuole colpire, occorre avvalersi dei rilievi di posizione riferiti a visibili capisaldi noti e riportati sulle carte geografiche militari e, mediante calcoli trigonometrici, pervenire alle coordinate geografiche dell'obiettivo, regolando di conseguenza la direzione e l'alzo di tiro. 
In questo modo, adattando il calcolo di traiettoria ai dati estemporanei d'una vicina stazione meteorologica, si possono colpire obiettivi impediti alla vista o distanti decine di chilometri, con sufficiente precisione. 